# تترای کوچک
تترای کوچک یا تترای مینور (نام علمی: Hyphessobrycon minor)، یک ماهی کوچک از خانواده کاراسینان و بومی رودخانه Essequibo در گویان در آمریکای جنوبی است که بسیار شبیه به یکی از همبستگان خود، تترای گوهرین، از آمازون و پاراگوئه است. این دو گونه بسیار مشابه از نظر جغرافیایی از هم جدا شده‌اند، بنابراین آنها با هم ترکیب نمی‌شوند.